# سليمان بن عبيد
سليمان بن عُبَيد آل سُلْمِي (1327- 1416 هـ / 1908- 1995 م) عالم سعودي فقيه وقاض، يُعَد من أعلام القضاة في المملكة العربية السعودية، اشتغل به أكثر من أربعين عامًا في مناطقَ مختلفة بالسعودية. تولى مناصبَ رفيعة منها رئاسة شؤون الحرمين الشريفين، وهو من الرعيل الأول من أعضاء هيئة كبار العلماء.

## اسمه ونسبه
هو سليمان بن عُبَيد بن عبد الله بن عُبَيد بن رَشِيد بن رُشود بن سالم بن سليمان بن سُلْمِي بن سليمان بن حُمَيد بن حمَّاد آل عَمْرو العَنْبَري التميمي. والسُّلْمِي: أسرة كبيرة تفرَّعت منها فروع عدَّة كالعبيد، والسلامة، والمحمود، والفريح. ويرجعون بنسبهم إلى بَلْعَنْبَر من تميم.

## أعماله الوظيفية
تقلَّد الشيخ سليمان بن عبيد العديد من المناصب جُلُّها في القضاء، في أنحاء المملكة المختلفة، وهي:
- القضاء في الزلفي من عام 1360 إلى 1368هـ.
- القضاء في المَجمَعة من عام 1368 إلى 1371هـ.
- القضاء في جيزان من عام 1371 إلى 1372هـ.
- معاون أول لمدير المعارف من عام 1372 إلى 1373هـ.
- القضاء ورئاسة محاكم الظَّهران من عام 1373 إلى 1376هـ.
- عضو دار الإفتاء عام 1376هـ.
- رئاسة المحكمة الكبرى بالرياض من عام 1376 إلى 1381هـ.
- رئاسة محاكم عُنَيزة من عام 1381 إلى 1383هـ.
- رئاسة محاكم مكة المكرمة من عام 1383 إلى 1400هـ.
- رئاسة شؤون المسجد الحرام والمسجد النبوي من عام 1400 إلى 1409هـ.
- عضو المجلس الأعلى للقضاء، وعضو هيئة كبار العلماء منذ تأسيسها.[3]

## وفاته
توفي سليمان بن عُبَيد في مستشفى الهَدا بالطائف، فجر الثلاثاء 2 جُمادى الأولى 1416هـ الموافق 6 أكتوبر 1995م عن عمر يناهز التاسعة والثمانين، وصُلي على جنازته مغرب اليوم نفسه في المسجد الحرام بمكة المكرمة، ودُفن بمقبرة العدل بمكة.